# Павлово (Ковернинский район)
Па́влово — деревня в Ковернинском районе Нижегородской области на реке Большая Серга. Входит в состав Горевского сельсовета.

## Население
| 2002 | 2010 |
| ---- | ---- |
| 14   | ↘8   |